# Digte
Digte (em português “Poemas”) é uma coletânea do dramaturgo norueguês Henrik Ibsen, que reúne a maior parte de suas poesias. Foi publicado por Gyldendalske Boghandels Forlag, em Copenhague, em 3 de maio de 1871, com uma edição de 4 000 exemplares. 
A “segunda edição ampliada" de Digte apareceu em dezembro de 1875, com quatro novos poemas adicionados à coleção. No curso da vida de Ibsen, Digte foi editado sete vezes. Com a exceção de um número relativamente pequeno de poemas mais conhecidos, a produção abundante de Ibsen como poeta tem sido pouco considerada, mesmo na Noruega.
Poemas como "Paa Vidderne" ("Vida nas Terras Altas") (1859), o ciclo de poemas "I billedgalleriet" ("Na Galeria de Arte") (1859), "Terje Vigen"(1961), "En broder i nød" (1863); "Ballongbrev til en svensk dame" (1870) fazem parte da edição de Digte. Na Edição do Centenário Norueguês dos Poemas, aqueles que apareceram na seleção feita em 1871 foram impressos como uma entidade separada, mas acrescentaram-se novos poemas.

## Histórico

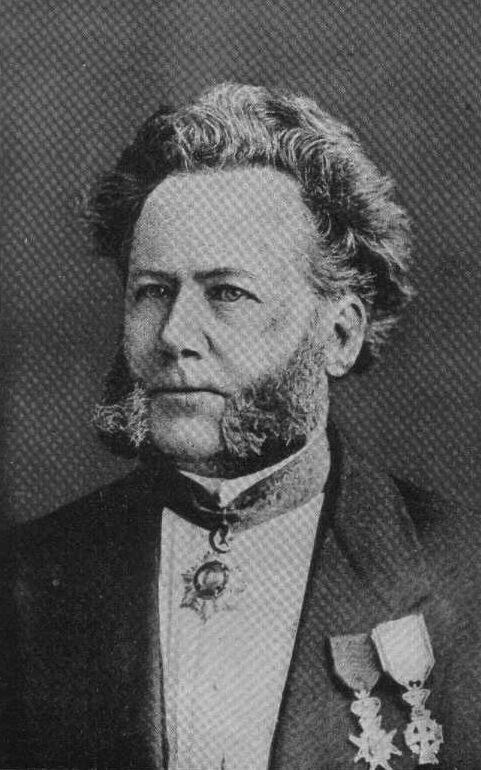
Henrik Ibsen, autor de “Digte”

Sua primeira tentativa mais "séria" no gênero foi "Renúncia", escrito em 1847. Os primeiros poemas, escritos em Grimstad, onde trabalhou como assistente do farmacêutico local, são o que se esperaria de um novato, porém desde cedo começam a aparecer sinais de um compromisso mais pessoal com a vida real, que vai se desnvolvendo ao longo de sua carreira.
Dois anos depois ele teve um poema publicado no jornal “Christiania-Posten” de 28 setembro de 1849, com o título "No Outono" e sob o pseudônimo Brynjolf Bjarme. Assim, a estreia de Ibsen como poeta foi anterior à sua estréia como dramaturgo, pois seu primeiro drama, Catilina, saiu em 1850.
Nos anos cinquenta e sessenta, Ibsen publicou poemas em vários jornais e revistas: Christiania-Posten, Aftenbladet, Morgenbladet, Andhrimner, Samfundsbladet, Illustreret Nyhetsblad, Bergens Stiftstidende, Bergensposten e Fædrelandet. Várias vezes ele confessava a a ideia de publicar uma coleção de poemas, desde que chegou em Christiania, em 1850. Só após 1870, porém, Ibsen começou a trabalhar seriamente em seu plano. Ele vivia em Dresden e teve a ajuda do diretor Jakob Løkke para obter cópias dos poemas que editara em jornais noruegueses e revistas. Em 8 de janeiro de 1871, Ibsen escreveu ao seu editor Frederik Hegel: "Recebi as cópias dos meus poemas. Representam um grosso volume, mas até agora eu tenho desfeito três quartos deles, e estou a retrabalhar o último trimestre. Já comecei a fazer isso".
Ibsen reescreveu, de certa forma, cada poema. As três primeiras partes partes do manuscrito foram enviadas para Hegel nos respectivos dias 21 e 31 de janeiro e 8 de fevereiro de 1871. Nos dias 16 e 25 de fevereiro se seguiram outros, e em 15 de abril Ibsen enviou "Rimbrev til fru Heiberg"  (considerado por muitos o melhor poema de Ibsen).
Ibsen escreveu poemas principalmente até 1875; depois disso, ele quase desistiu da poesia como uma forma de literatura.

## Considerações críticas
Os comentários sobre os poemas de Ibsen, na época, foram principalmente positivos. Ibsen foi particularmente apreensivo sobre Georg Brandes, quando da publicação de Digte. Sua opinião não fora muito positiva, o que pode ter contribuído para que ele descartasse a poesia como um gênero, alguns anos depois. Os comentários de Edmund Gosse no periódico "Spectator" foram a primeira menção de Ibsen em Inglaterra.
Os comentários foram principalmente de Otto Borchsenius (correspondente em Copenhague), Bergensposten, em 21 de maio de 1871; Bergens Tidende, em 21 de agosto de 1871 ; Rudolf Schmidt, Fædrelandet; Georg Brandes, Illustreret Tidende, em 22 de outubro de 1871; e Edmund Gosse, no “Spectator”, em 16 de março de 1872.
John Northam, em 2002, divide o trabalho poético de Ibsen em 5 períodos: Poemas do Período de Grimstad, uma miscelânea de poemas produzidos nos anos 1848, 1849 e 1850; Poemas do Primeiro Período da Christiania; Poemas do Período de Bergen; Poemas do Segundo Período da Christiania; Poemas Exteriores.

## Terje Vigen no cinema

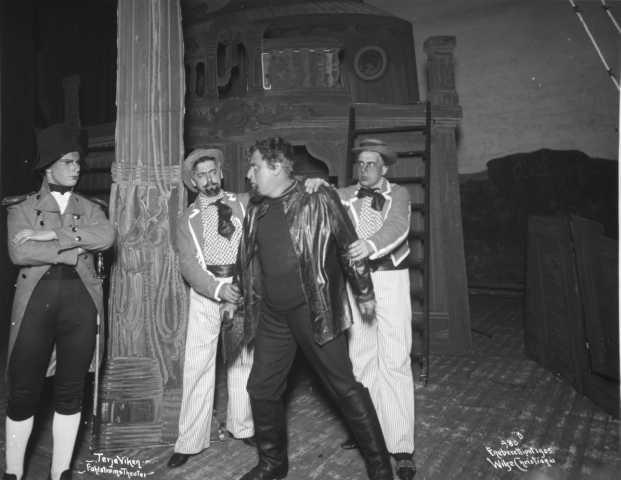
Cena de "Terje Vigen" no Fahlstrøms Theater, em 1905

Em 1917, foi produzido na Suécia o filme Terje Vigen, que foi lançado nos Estados Unidos em 25 de abril de 1920, com o título A Man there was, sob direção de Victor Sjöström.